# Cinnyris loveridgei
Cinnyris loveridgei là một loài chim trong họ Nectariniidae.